# Resultados do Carnaval de Bragança Paulista em 2018
Resultados do Carnaval de Bragança Paulista em 2018. A vencedora do grupo principal foi a Dragão Imperial com o enredo "Sou caboclo do Sertão, sou Nordeste e trago no peito um dragão. 

## Grupo Especial
| Colocação | Escola                 | Pontos | Desempate | Nota      | Ref.        |
| --------- | ---------------------- | ------ | --------- | --------- | ----------- |
| 1º        | Dragão Imperial        | 297,25 |           |           | [ 1 ] [ 2 ] |
| 2º        | Acadêmicos da Vila     | 295,75 | Enredo    |           | [ 1 ] [ 2 ] |
| 3º        | Unidos do Lavapés      | 295,75 |           |           | [ 1 ] [ 2 ] |
| 4º        | Sociedade Fraternidade | 274    |           | Rebaixada | [ 1 ] [ 2 ] |

## Grupo de acesso
| Colocação | Escola                  | Pontos | Nota      | Ref.  |
| --------- | ----------------------- | ------ | --------- | ----- |
| 1º        | Império Jovem           | 197,25 | Promovida | [ 1 ] |
| 2º        | Mocidade Júlio Mesquita | 195,75 |           | [ 1 ] |